# Anang (peuple)
Pour les articles homonymes, voir Anang.
Les Anang sont une population d'Afrique de l'Ouest, vivant principalement dans la région côtière au sud-est du Nigeria, dans l'État d'Akwa Ibom.

## Ethnonymie
Selon les sources et le contexte, on observe différentes formes : Anaang, Anan, Anangs, Annang.

## Langue
Leur langue est l'anang (ou anaang), une langue bénoué-congolaise dont le nombre de locuteurs était estimé à 1 400 000 lors du recensement de 1991.

## Culture

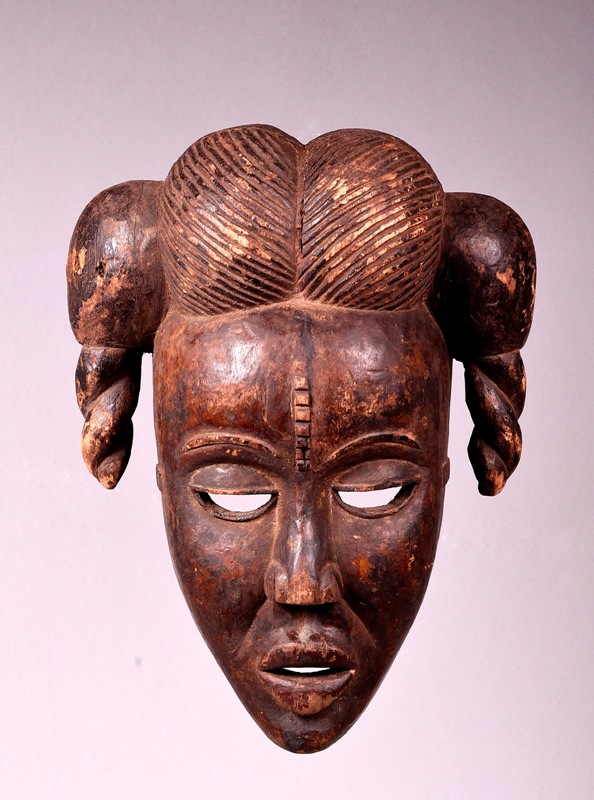
Masque facial féminin